# Alesis Ion
Alesis Ion — виртуально-аналоговый субтрактивный синтезатор компании Alesis. Синтезатор представлен публике в 2002 году.

## Обзор
Отличительно особенностью синтезатора является наличие 2 многорежимных (20) фильтров, многие из которых эмулируют звучание известных инструментов, таких как Moog Minimoog, Oberheim SEM, Roland TB-303, ARP 2600 и Roland Jupiter-8. Кроме того, в синтезаторе реализованы редко встречаемые гребенчатые и формантные фильтры, которые расширяют границы звука далеко за пределы классического аналогового звука.
В синтезаторе реализована возможность синтеза с помощью частотной модуляции. Используется 3 оператора (по числу осцилляторов в системе). Возможно программирование простых FM-звуков, но сложные звуки не доступны, так как для них требуется 4, 6 или 8 операторов как в Yamaha TX81Z, Yamaha DX7 и Yamaha FS1R соответственно.
В синтезаторе есть 2 аналоговых входа, благодаря которым можно обрабатывать внешний сигнал через фильтры, встроенный вокодер и эффекты.

## Связанные синтезаторы
- Alesis Micron
- Akai Miniak
- Yamaha DX7

## Известные пользователи
- Клаус Шульце
- Ханс Циммер